# Kimiko
Kimiko (jap. きみこ, キミコ) – żeńskie imię japońskie.

## Możliwa pisownia
Kimiko można zapisać, używając wielu różnych znaków kanji i może znaczyć m.in.:
- 后子, „królowa, dziecko”[1]
- 公子
- 君子
- 貴美子
- 喜美子
- 紀美子
- 季実子

## Znane osoby
- Kimiko Date (公子), japońska tenisistka
- Kimiko Ikegami (季実子), japońska aktorka
- Kimiko Itō (君子), japońska piosenkarka
- Kimiko Koyama (きみこ/貴実子), japońska seiyū
- Kimiko Kubota (后子), japońska polityk
- Kimiko Saitō (貴美子), japońska seiyū
- Kimiko Yo (貴美子), japońska aktorka
- Kimiko Zakreski, kanadyjska snowboardzistka polsko-japońskiego pochodzenia

## Fikcyjne postacie
- Kimiko Tohomiko, jedna z głównych bohaterów serialu Xiaolin – pojedynek mistrzów
- Kimiko Nanasawa (希美子), główna bohaterka komiksu internetowego MegaTokyo